# Sacy-le-Petit
Sacy-le-Petit è un comune francese di 558 abitanti situato nel dipartimento dell'Oise della regione dell'Alta Francia.

## Società

### Evoluzione demografica
Abitanti censiti